# Іклод (Алба)
Іклод (рум. Iclod) — село у повіті Алба в Румунії. Входить до складу комуни Синчел.
Село розташоване на відстані 259 км на північний захід від Бухареста, 31 км на північний схід від Алба-Юлії, 68 км на південь від Клуж-Напоки, 143 км на північний захід від Брашова.

## Населення
За даними перепису населення 2002 року у селі проживали 409 осіб.
Національний склад населення села:
| Національність | Кількість осіб | Відсоток |
| -------------- | -------------- | -------- |
| румуни         | 297            | 72,6%    |
| цигани         | 112            | 27,4%    |

Рідною мовою назвали:
| Мова      | Кількість осіб | Відсоток |
| --------- | -------------- | -------- |
| румунська | 297            | 72,6%    |
| циганська | 112            | 27,4%    |